# Артыгалиев, Шолак Артыгалиевич
Шола́к Артыгали́евич Артыгали́ев (каз. Шолақ Артығалиұлы Артығалиев; 15 января 1911, с. Батпаккол, Лбищенский уезд, Уральская область, Российская империя — 6 сентября 1990, Алма-Ата, Казахская ССР, СССР) — советский казахский государственный и партийный деятель.

## Биография
Родился 15 января 1911 в селе Батпаккол Лбищенского уезда Уральской области Российской империи (ныне село Ушана Сулыкольского сельского округа Каратобинского района Западно-Казахстанской области Казахстана).

### Образование
В 1931 окончил Уральский институт народного образования.
С 1943 по 1945 — слушатель Высшей школы партийных организаторов при ЦК ВКП(б).
С 1951 по 1952 — слушатель Курсов переподготовки при ЦК ВКП(б).

### Трудовая деятельность
Начал трудовую деятельность, в 1938 году инструктором-информатором Уральского обкома КП(б) Казахстана.
С 1940 по 1942 — первый секретарь Джанибекского райкома Уральского обкома КП(б)к.
С 1942 по 1943 — секретарь Западно-Казахстанского обкома КП(б)к.
С 1943 по 1945 — обучался в Высшей партийной школе (Москва).
С 1945 по 1950 — второй секретарь Талды-Курганского обкома КП(б)к.
С 1950 по 1951 — первый секретарь Талды-Курганского обкома КП(б)к.
С 1951 по 1952 год — слушатель годичных курсов первых секретарей обкомов партии, при ЦК КПСС г. Москва.
С 1952 по 1958 год — первый секретарь Джамбульского обкома КП(б)К.
В 1958 Избран первым секретарем Совета Профессиональных Союзов КазССР, занимал эту должность до 1962 года.
С 1962 по 1971 — председатель Алма-атинского Совета Профессиональных Союзов
С 1971 по 1975 — заместитель Председателем Алма-атинского Совета Профессиональных Союзов по кадрам.
С 1975 по 1976 — старший инструктор орготдела Алма-атинского Совета Профессиональных Союзов.
С 1976 — на пенсии.
Неоднократно избирался делегатом на центральный съезд комитета[уточнить], в том числе присутствовал на XX съезде КПСС. Избирался депутатом Верховного Совета Казахской ССР.

## Государственные награды
Шолак Артыгалиев был отмечен следующими наградами: тремя орденами Трудового Красного Знамени, орденом Знак Почёта, орденом Красной Звезды и 8 медалями.

## Память
В честь Артыгалиева Шолака названа улица, в городе Уральск и школа в Западно-Казахстанской области.